# Chisaki Maeda
Chisaki Maeda (japanisch 前田 知沙樹 Maeda Chisaki; * 22. Juli 1998) ist eine japanische Skirennläuferin und ehemalige Grasskiläuferin.

## Karriere

### Grasski
Maeda war zuerst als Grasskiläuferin aktiv. Ihr erstes internationales Rennen bestritt sie am 20. Juli 2013 in Shichikashuku-Miyagi bei einem FIS-Riesenslalom. Bereits kurze Zeit später gewann sie ihre ersten Medaillen bei Juniorenweltmeisterschaften. Insgesamt wurde sie im Laufe der Jahre 16fache Juniorenweltmeisterin. So gewann sie 2018 und 2019 sämtliche Titel bei den Damen. Auch in der Erwachsenenklasse feierte Maeda entsprechende Erfolge. Zwischen 2019 und 2023 gewann sie alle Weltmeistertitel bei den Frauen.

### Ski Alpin
Ihr internationales Renndebüt als Alpine Skirennläuferin gab Maeda bei einem Rennen der FIS-Entry-Leauge in Shiramine am 10. Januar 2015. Ihr erstes internationales Großereignis bestritt sie ein knappes Jahr später bei den Olympischen Jugend-Winterspielen in Lillehammer. Dort erreichte sie gemeinsam mit Yōhei Koyama den 9. Platz im Mannschaftswettbewerb. Ihr bestes Ergebnis in einem Einzelrennen erreichte sie mit Rang 15 in der Alpinen Kombination. In den darauffolgenden Jahren startete Maeda bis auf wenige Ausnahmen hauptsächlich bei Rennen des Far East Cups sowie bei FIS und Universitätsrennen in Japan.
Am 23. November 2019 gab sie beim Slalom von Levi ihr Weltcupdebüt, wobei sie sich nicht für den zweiten Durchgang qualifizieren konnten. Ihren ersten Sieg im Far East Cup feierte sie am 27. Februar 2019 in Hanawa. Im gleichen Winter konnte sie erstmals die Slalomwertung des Far East Cups für sich entscheiden. Diesen Erfolg konnte sie 2023/24 wiederholen. 
Bei den Winter-Asienspielen 2025 in Harbin feierte Maeda den bisher größten Erfolg ihrer Karriere, als sie vor Gim So-hui und Eren Watanabe die Goldmedaille im Slalom gewinnen konnte. 
Nur eine Woche später nahm sie in Saalbach an ihren ersten Alpinen Skiweltmeisterschaften teil, wobei sie bereits im ersten Durchgang des Slaloms ausschied. 

## Erfolge

### Ski Alpin

#### Weltmeisterschaften
- Saalbach 2025: DNF Slalom

#### Juniorenweltmeisterschaften
- Val di Fassa 2019: 58. Riesenslalom, DNF Slalom

#### Far East Cup
- Saison 2018/19: 1. Slalomwertung, 7. Gesamtwertung
- Saison 2020/21: 4. Slalomwertung
- Saison 2022/23: 4. Gesamtwertung, 4. Slalomwertung
- Saison 2023/24: 1. Slalomwertung, 4. Gesamtwertung
- 16 Podestplätze, davon 4 Siege

| Datum            | Ort                  | Land     | Disziplin |
| ---------------- | -------------------- | -------- | --------- |
| 27. Februar 2019 | Hanawa               | Japan    | Slalom    |
| 10. Februar 2023 | Alpensia Resort      | Südkorea | Slalom    |
| 2. März 2023     | Sugadairakogen       | Japan    | Slalom    |
| 2. Februar 2024  | Yongpyong Ski Resort | Südkorea | Slalom    |

#### Olympische Jugend-Winterspiele
- Lillehammer 2016: 9. Mannschaft, 15. Alpine Kombination, DNF Riesenslalom, DNF Slalom

### Grasski

#### Weltmeisterschaften
- Shichikashuku Miyagi 2013: 3. Super Kombination, 5. Riesenslalom, 5. Super-G, 14. Slalom
- Tambre-Belluno 2015: 1. Slalom, 3. Super Kombination, 7. Super-G, 9. Riesenslalom
- Kaprun 2017: 1. Super Kombination, 2. Slalom, 4. Super-G, DNF Riesenslalom
- Marbachegg 2019: 1. Super-G, 1. Riesenslalom, 1. Slalom, 1. Super Kombination
- Štítná nad Vláří 2021: 1. Super-G, 1. Riesenslalom, 1. Slalom, 1. Super Kombination
- Cortina d’Ampezzo 2023: 1. Super-G, 1. Riesenslalom, 1. Slalom

#### Weltcup
- Ein Sieg

| Datum         | Ort            | Land    | Disziplin    |
| ------------- | -------------- | ------- | ------------ |
| 29. Juli 2018 | Monte Campione | Italien | Riesenslalom |

#### Juniorenweltmeisterschaften
- Rettenbach 2013: 1. Riesenslalom, 2. Super-G, DNF Slalom, DNF Super Kombination
- San Sicario 2014 1. Super-G, 1. Slalom, 1. Super Kombination, 2. Riesenslalom
- Štítná nad Vláří 2015: 1. Slalom, 2. Super-G, 2. Riesenslalom, 2. Super-Kombination
- Sauris 2017: 1. Super-G, 1. Riesenslalom, 1. Slalom, 9. Super Kombination
- Monte Campione 2018: 1. Super-G, 1. Riesenslalom, 1. Slalom, 1. Super Kombination
- Štítná nad Vláří 2019: 1. Super-G, 1. Riesenslalom, 1. Slalom, 1. Super Kombination